# 8353 Megryan
8353 Megryan è un asteroide della fascia principale. Scoperto nel 1989, presenta un'orbita caratterizzata da un semiasse maggiore pari a 2,9436089 UA e da un'eccentricità di 0,0654220, inclinata di 1,08191° rispetto all'eclittica.